# جون بيرد (سياسي أمريكي)
جون بيرد (بالإنجليزية: John Bird)‏ هو محامي وسياسي أمريكي، ولد في 22 نوفمبر 1768 في ليتشفيلد في الولايات المتحدة، وتوفي في 2 فبراير 1806 في تروي في الولايات المتحدة. نشط حزبياً في الحزب الفيدرالي الأمريكي. وقد انتخب عضو مجلس النواب الأمريكي.